# Mas d'en Crusat
El Mas d'en Crusat és una construcció del municipi de Marçà (Priorat) protegida com a bé cultural d'interès local.

## Descripció
Es tracta d'un conjunt d'edificis agrupats en dos blocs, un d'ells netament posterior. El més antic presenta una planta complexa, en forma d'U de braços desiguals. La façana principal, orientada al Nord, amb façana en angle, presenta tres tipus d'edificacions i el cos central fou refet darrerament, amb dues plantes i cobert per teulada a dos vessants. Les dues ales són de planta baixa i una galeria de 17 arquets, amb una llargada de 16 m i 4 m d'ample, cobertes per teulada a una vessant. Una d'elles té la meitat de llargada que l'altra. L'altre edifici, de tendències modernistes, presenta un sol bloc amb planta irregular, i és mancat d'interès formal.
El mas disposa d'abundant aigua canalitzada i emmagatzemada en dues àmplies basses i una caseta de repartiment. Hi ha també alguns edificis auxiliars.

## Història
El mas Crusat havia estat una important finca. El segle passat sofrí nombroses vicissituds, ja que, abandonat temporalment quan la Guerra del Francès, fou ocupat i convertit en caserna i presó. Patí també durant les guerres Carlines. Durant aquell temps la propietat fou repartida en tres parts entre els descendents i ha arribat a avui considerablement fragmentada. El mas continua habitat pels masovers d'un dels actuals propietaris, i les altres parts són d'estiueig.